# Lugnasad

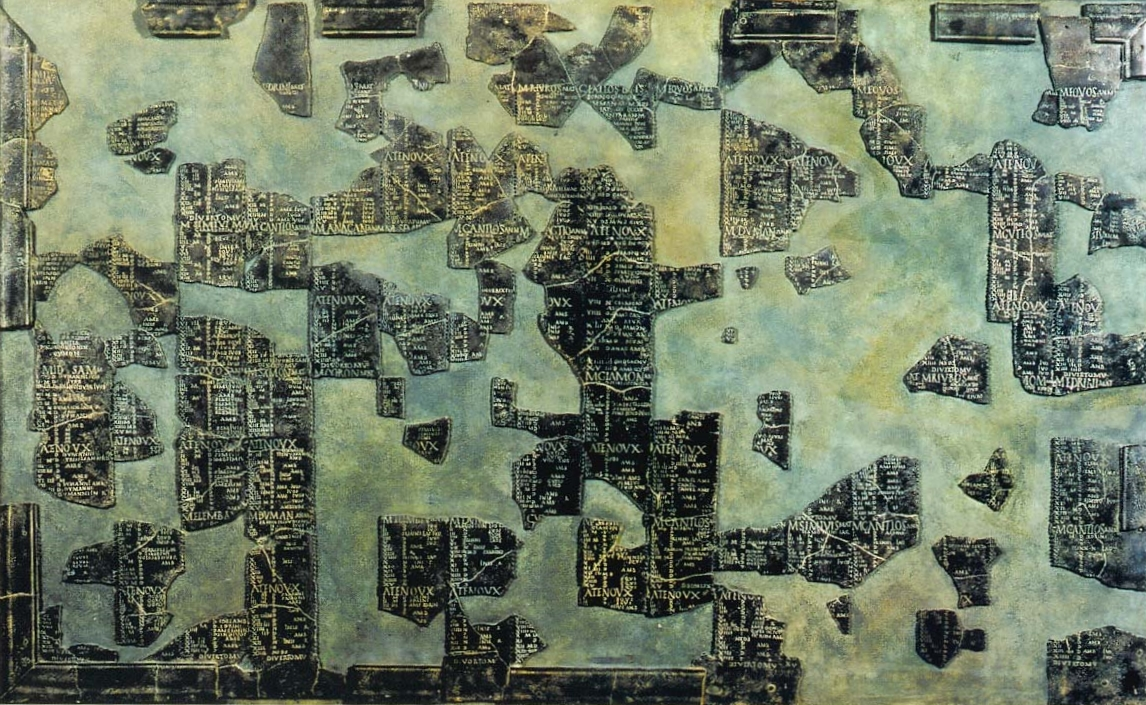
Calendrier de Coligny, IIe siècle de notre ère, sur lequel la fête est inscrite.

Dans le festiaire, le calendrier et la Mythologie celtique irlandaise, écossais et l'île de Man (Gaëls), Lugnásad (en irlandais moderne Lúnasa, qui est le nom du mois d’août) est une fête religieuse dont le nom signifie « assemblée de Lug », l'une des principales divinités des peuples celtiques (paganisme et néopaganisme). Elle a lieu au début du mois d’Elembivios du calendrier de Coligny, approximativement vers le 1er août du calendrier grégorien, ou à mi-chemin entre le solstice d'été et l'équinoxe d'automne, pendant la période des récoltes. Cette fête est, sous certains aspects, comparable à lammas.
Les fêtes gaélique (de mi-saison) ont une dimension agraire. Samain est à bien des égards une fête d’automne, Im(b)olg une sortie de l’hiver, Beltaine une fête de printemps et Lugnásad une fête d’été (fête de la récolte). Il s'agit de périodes sur la roue de l'année.
L’équivalent ancien-celtique continental ou « gaulois » est le Concilium Galliarum : l'« assemblée des Gaules ».

## Description
Françoise Le Roux a vu dans la Lugnasad une fête royale marquée par la redistribution des richesses et l’équité, sous l’autorité des druides. C'est une trêve militaire qui célèbre la paix, l’amitié, l’abondance et la prospérité du royaume. Elle est obligatoire et réunit les trois classes (sacerdotale, guerrière et artisanale) de la société celtique.
Elle est décrite comme une foire de commerce, mais aussi une occasion de régler les contentieux, de célébrer des mariages, d’entendre des poètes et des musiciens. S’il n’y a pas de cérémonie religieuse, on y fait des jeux et des courses, similaires aux Olympiades grecques.
Philippe Jouët indique :  « La fête de Lugnásad au premier août est l'« Assemblée de Lug », de Lug + násad (mdIrl. Lughnasadh, Lúnasa, Sc-gaélique Lùnasdal, manx Launistyn), nom qui a été compris comme « noces de Lug ». C'est l'une des grandes fêtes gaéliques, fin de l'été et ouverture de l'automne, « solennité ou jeux de Lug, fils d'Eithne, institués par lui au commencement de l'automne » (Glossaire de Cormac, éd. Stokes, TIG 26 ; éd. K. Meyer, Anecdota IV § 796) en souvenir de sa mère adoptive Tailtiu, inhumée par lui dans la colline qui porte son nom. Le sens d'« assemblée » pour násad donné avec d'autres par O'Clery est le bon. Le sens reçu de « commémoration » en est dérivé.
Il précise : « Des notices toponymiques, les Dindshenchas de Tailtiu et de Carman, en exposent le fond mythique. À Lugnásad on commémorait par des jeux la mort sacrificielle d'une déesse de la terre productrice, Tailtiu fille de Magmór et nourrice de Lug. (...) Le sacrifice de Tailtiu « Terre » eut pour conséquence d'assurer la richesse agricole aux Irlandais. À Carman, autre fête légale, on assurait la prospérité d'une province. (...) La date de Carman est celle de Lugnásad, mais elle se tient tous les trois ans. (...) Le Concilium Trium Galliarum, « assemblée des Trois Gaules » (Strabon, IV, 3, 2 ; Tacite, Ann., III, 44 ; Suétone, Divus Claudius 2 ; Dion Cassius, LIV, 32 et LIX ; Juvénal, Satire I, 43-44, qui évoque les jeux ; Suétone, Caligula 20), attestée aussi par des inscriptions, se tenait « au confluent de la Saône et du Rhône ». Bien que le concilium fût une assemblée provinciale romaine, on peut penser qu’il a succédé à une fête celtique célébrée en un lieu consacré à *Lugus, comme la fête irlandaise de Lugnásad au premier août. »
Philippe Jouët ajoute que l'équivalent brittonique de la fête de *Lugus est goelaoust (gouel eost « fête d’août ») dans des documents bretons des XIVe et XVe siècles, commentée par J. Loth, Annales de Bretagne 13, 1898, 260, qui correspond au gallois gwyl awst de même sens, fête du début d’août. Giraud de Cambrie fait état d'une fête au tout début du moins d'août, sur une montagne du Brycheiniog. En Bretagne aussi la fête de saint Louan ou Luhan, dont le nom est issu de *lugu- (qu'il s'agisse d'un saint irlandais ou d'un breton), est célébrée en août, soit le 4 ou le dernier dimanche du mois. Les miracles attribués à ce Lou(h)an sont caractéristiques d'un dioscure immortalisé : guérisons d'un feu (ulcère), retour à la vie, allongement de la clarté du jour pour permettre un long voyage (ces données sont indigènes). Fête de sant Louhan : breton Gouel Luhan.

## Date
Venceslas Kruta avance que la Lugnasad aurait été déterminée par le lever héliaque de Sirius.

## Néo-religion
La néo-religion wicca en a fait une fête (sans rapport avec le contenu celtique traditionnel).